# 亚历山大·胡季莱年
亚历山大·彼得罗维奇·胡季莱年（俄语：Александр Петрович Худилайнен；1956年5月2日—），是俄罗斯政治家，俄罗斯联邦主体卡累利阿共和国的第三任首脑，在2012年卡累利阿第二任首脑安德烈·涅利多夫卸任后上台执政。他于2017年2月15日辞职，由阿尔图尔·帕尔芬奇科夫继任。曾任列寧格勒地區立法會議主席、統一俄羅斯黨列寧格勒地區政治委員會秘書。
他还是列宁格勒州滑雪和单板滑雪运动联合会主席。
胡季莱年拥有英格里芬兰血统，他的芬兰语很流利。